# Clara Ledesma

Chưa có tiêu đề, 1960, dầu trên bảng điều khiển, Bảo tàng Bellapart (Santo Domingo, Cộng hòa Dominican)

Clara Ledesma Terrazas (5 tháng 3 năm 1924 – 25 tháng 5 năm 1999)  là một nghệ sĩ có gốc từ Cộng hòa Dominican.

## Niên thiếu và học hành
Sinh ra ở Santiago de los Caballeros, ban đầu cô học nghệ thuật dưới thời Yoryi Morel trong học viện của mình ở thành phố đó. Ledesma sau đó đăng ký vào Trường Mỹ thuật Quốc gia tại Santo Domingo, và tốt nghiệp vào năm 1948. "Ledesma là một trong những phụ nữ đầu tiên gia nhập Trường Mỹ thuật Quốc gia."   Các giáo sư của cô bao gồm Celeste Woss y Gil và George Hausdorf, trong khi cố vấn chính của cô là giáo sư hội họa Josep Gausachs. Các sinh viên bao gồm Gilberto Hernández Ortega và Eligio Pichardo.
Sau khi tốt nghiệp, cô dạy vẽ tại Trường Mỹ thuật Quốc gia.

## Sự nghiệp, giáo dục thường xuyên và cuộc sống cá nhân
Năm 1949, Ledesma có triển lãm cá nhân đầu tiên và năm 1951 cô tiếp tục mở một studio / phòng trưng bày, nơi cô trưng bày các tác phẩm của mình cũng như của các nghệ sĩ khác. Với số tiền thu được từ một triển lãm cá nhân rất thành công vào năm 1952, Ledesma đã tới Châu Âu để tiếp tục học tập. Cô học hội họa ở Barcelona và Madrid, và trưng bày các tác phẩm của mình trong các phòng trưng bày ở Tây Ban Nha. Ledesma cũng đã tới Lisbon và Paris để tham quan các bảo tàng quan trọng. Cô đặc biệt bị ảnh hưởng bởi các tác phẩm của Marc Chagall, Joan Miró và Paul Klee. Trong kỳ nghỉ ở châu Âu, Ledesma gặp Bolivia nghệ sĩ Walter Terrazas, người trở về Santo Domingo với cô vào năm 1954.
"Cô ấy học hội họa tại các học viện danh tiếng ở nước ngoài và sau đó trở về nước nơi cô ấy trình bày các tác phẩm mà cô ấy đã thực hiện ở châu Âu dưới ảnh hưởng của Miro, Chagall và Paul Klee, trong số những người khác." 
Tại Santo Domingo, cô đã làm việc chặt chẽ với các nghệ sĩ quan trọng khác của Dominican, bao gồm Gilberto Hernández Ortega, Josep Gausachs và Jaime Colson. Năm 1955, cô được bổ nhiệm làm phó giám đốc của trường mỹ thuật quốc gia.
Năm 1961, Ledesma và chồng chuyển đến thành phố New York, New York, nơi cô mở một phòng trưng bày khác. Cô sống và làm việc ở thành phố New York trong suốt quãng đời còn lại.

### Triển lãm và tác phẩm nghệ thuật
Ledesma đã có nhiều triển lãm cá nhân quốc tế, bao gồm các sự kiện ở Madrid, Mexico City và New York City, và tham gia các triển lãm nhóm ở Brazil, Tây Ban Nha, Cuba, Haiti, Venezuela, Argentina và Puerto Rico.
Phong cách của Ledesma trải dài từ Chủ nghĩa biểu hiện và Chủ nghĩa siêu thực đến Trừu tượng. Cô được biết đến với việc sử dụng màu sắc rực rỡ, những nhân vật giàu trí tưởng tượng và cảm giác ma thuật và thần bí được tạo ra trong các bức tranh và bản vẽ của cô. Năm 1955, nhà báo Horia Tanasecu đã mô tả tác phẩm của mình: "Đôi khi mỉa mai, thường hay đùa giỡn, nhưng rất cẩn thận trong việc sản xuất các bức tranh của mình, nghệ sĩ này giới thiệu một sự nhiệt tình cho cuộc sống với nền nghệ thuật quốc gia trái ngược với sự trang trọng của nó. phần lớn các nghệ sĩ đồng nghiệp của cô ấy. "
"‘Ledesma cũng đề cập đến chủ nghĩa hiện thực xã hội trong công việc của mình, với cô ấy nhất là ghi nhận loạt nhấn mạnh sự bất bình đẳng chủng tộc của thời gian.’ 
"Cô ấy đã cố gắng đại diện cho các bức tranh bản địa, với sự quan tâm, nhưng tránh xa bộ phim về nó. Một trong những sân khấu tốt nhất của cô được đánh dấu bởi vấn đề màu đen." 
Tác phẩm nghệ thuật của cô có thể được tìm thấy trong các bộ sưu tập tư nhân khác nhau trên toàn thế giới. Nó cũng có thể được tìm thấy trong Bảo tàng Metropolitan của New York, Bảo tàng Metropolitan của Miami, Bảo tàng Nghệ thuật Hiện đại ở Mexico, Nghệ thuật Đương đại Madrid và Phòng trưng bày Nghệ thuật Hiện đại. Tác phẩm của Ledesma cũng đã được giới thiệu trong Phòng trưng bày Sarduy của New York, Phòng trưng bày nghệ thuật Nader, Dấu hiệu của New York và Phòng trưng bày nghệ thuật hiện đại ở Santo Domingo.

## Giải thưởng và thành tựu
- Premio Nicaragua y Medalla de Oro. Giải thưởng
- Giành giải nhất cho la Bienal de Santo Domingo với bức tranh "El Sacrificio del Chivo" (Sự hy sinh của con dê).
- Năm 1960, cô đã giành được giải nhì với bức tranh của mình có tựa đề "Crepusculo en una Aldea" (Twilight in a Village), và giành giải nhất trong Pintura de Bellas Artes en escultura (Những bức tranh đẹp trong tác phẩm điêu khắc) vào năm 1948.[3]
- Ledesma đã được chọn cho tập thể của Hiệp hội Y khoa cho Puerto Rico có tiêu đề "Maestros del Continente" (Giáo viên của lục địa).
- Năm 1960, cô được ký hợp đồng với phòng trưng bày The Contemporaries of New York để giới thiệu nghệ thuật của mình, nhận được lời khen ngợi từ nhiều tờ báo.

## Qua đời
Ledesma chết ở Jamaica, Queens, ở tuổi 75.